# Jonathan Lewis
Jonathan Lewis (Atlanta, 4 giugno 1997) è un calciatore statunitense, attaccante del Barnsley.

## Caratteristiche tecniche
Ala sinistra che fa della duttilità il suo maggior punto di forza dato che può giocare sia nella corsia opposta che anche come punta centrale. Veloce, dinamico e dotato di un buon tiro che gli permette di essere un valido finalizzatore, possiede anche un'ottima tecnica individuale che abbinata alla sua velocità lo rende un giocatore pericoloso e spesso difficile da marcare.

## Carriera

### Nazionale
Con la nazionale Under-20 statunitense ha preso parte al campionato nordamericano di calcio Under-20 2017.

## Statistiche

### Cronologia presenze e reti in nazionale
| Cronologia completa delle presenze e delle reti in nazionale ― Stati Uniti | Cronologia completa delle presenze e delle reti in nazionale ― Stati Uniti | Cronologia completa delle presenze e delle reti in nazionale ― Stati Uniti | Cronologia completa delle presenze e delle reti in nazionale ― Stati Uniti | Cronologia completa delle presenze e delle reti in nazionale ― Stati Uniti | Cronologia completa delle presenze e delle reti in nazionale ― Stati Uniti | Cronologia completa delle presenze e delle reti in nazionale ― Stati Uniti | Cronologia completa delle presenze e delle reti in nazionale ― Stati Uniti |
| Data                                                                       | Città                                                                      | In casa                                                                    | Risultato                                                                  | Ospiti                                                                     | Competizione                                                               | Reti                                                                       | Note                                                                       |
| -------------------------------------------------------------------------- | -------------------------------------------------------------------------- | -------------------------------------------------------------------------- | -------------------------------------------------------------------------- | -------------------------------------------------------------------------- | -------------------------------------------------------------------------- | -------------------------------------------------------------------------- | -------------------------------------------------------------------------- |
| 28-1-2019                                                                  | Phoenix                                                                    | Stati Uniti                                                                | 3 – 0                                                                      | Panama                                                                     | Amichevole                                                                 | -                                                                          | 66’                                                                        |
| 2-2-2019                                                                   | San Jose                                                                   | Stati Uniti                                                                | 2 – 0                                                                      | Costa Rica                                                                 | Amichevole                                                                 | -                                                                          | 70’                                                                        |
| 22-3-2019                                                                  | Orlando                                                                    | Stati Uniti                                                                | 1 – 0                                                                      | Ecuador                                                                    | Amichevole                                                                 | -                                                                          | 77’                                                                        |
| 27-3-2019                                                                  | Houston                                                                    | Stati Uniti                                                                | 1 – 1                                                                      | Cile                                                                       | Amichevole                                                                 | -                                                                          | 84’                                                                        |
| 27-6-2019                                                                  | Kansas City                                                                | Panama                                                                     | 0 – 1                                                                      | Stati Uniti                                                                | Gold Cup 2019 - 1º turno                                                   | -                                                                          | 65’                                                                        |
| 1-2-2020                                                                   | Los Angeles                                                                | Stati Uniti                                                                | 1 – 0                                                                      | Costa Rica                                                                 | Amichevole                                                                 | -                                                                          | 73’                                                                        |
| 1-2-2021                                                                   | Orlando                                                                    | Stati Uniti                                                                | 7 – 0                                                                      | Trinidad e Tobago                                                          | Amichevole                                                                 | 2                                                                          |                                                                            |
| 12-7-2021                                                                  | Kansas City                                                                | Stati Uniti                                                                | 1 – 0                                                                      | Haiti                                                                      | Gold Cup 2021 - 1º turno                                                   | -                                                                          | 62’                                                                        |
| Totale                                                                     |                                                                            | Presenze                                                                   | 8                                                                          |                                                                            | Reti                                                                       | 2                                                                          |                                                                            |

## Palmarès

### Nazionale
- Gold Cup: 1

Stati Uniti 2021